# Tavaszi aggófű
A tavaszi aggófű (Senecio leucanthemifolius subsp. vernalis) a fészkesvirágzatúak (Asterales) rendjébe és az őszirózsafélék (Asteraceae) családjába tartozó Senecio leucanthemifolius növényfaj egyik alfaja.
A 18. századtól kezdve Kelet- és Délkelet-Európából bevándorolt Közép- és Észak-Európába, azóta (Magyarországon is) elterjedt gyomnövénnyé vált. Bolygatott területek, szántók gyomtársulásaiban csoportosan található meg, többnyire homokos, vályogos talajon.
Bár régóta Senecio vernalis néven ismert, egy 2008-as tanulmány a Senecio leucanthemifolius Poir. alfajaként azonosította.

## Jellemzői
15–40 cm magasra növő, egy- vagy kétéves növény. Hosszúkás, enyhén bőrnemű levelei hosszúkásak, öblösen hasogatottak, szélük hegyesen fogazott. A száron váltakozva helyezkednek el, szárcsomónként 1-1 levél. Alsó levelei nyelesek, a felsők ülő helyzetűek, füles vállal. Fészkes virágai április-májusban nyílnak; a világossárga fészek 2–3 cm széles, csöves és elálló nyelves virágok (általában 13 db) egyaránt találhatók benne. Rovarok porozzák be, magjait a szél terjeszti. Pirrolizidin-alkaloidokat tartalmaz, emiatt lovak és szarvasmarhák számára mérgező.
Diploid Senecio-fajként a Senecio vernalis a S. flavus, S. gallicus, S. squalidus és S. glaucus fajokkal közös fajcsoportot alkot. A fajcsoport földrajzilag kiterjedt, a „génökológia” (a genetikai különbségek környezeti hatásokkal való összefüggése) és a növények evolúciójának vizsgálatának fontos alanyai.

## Galéria

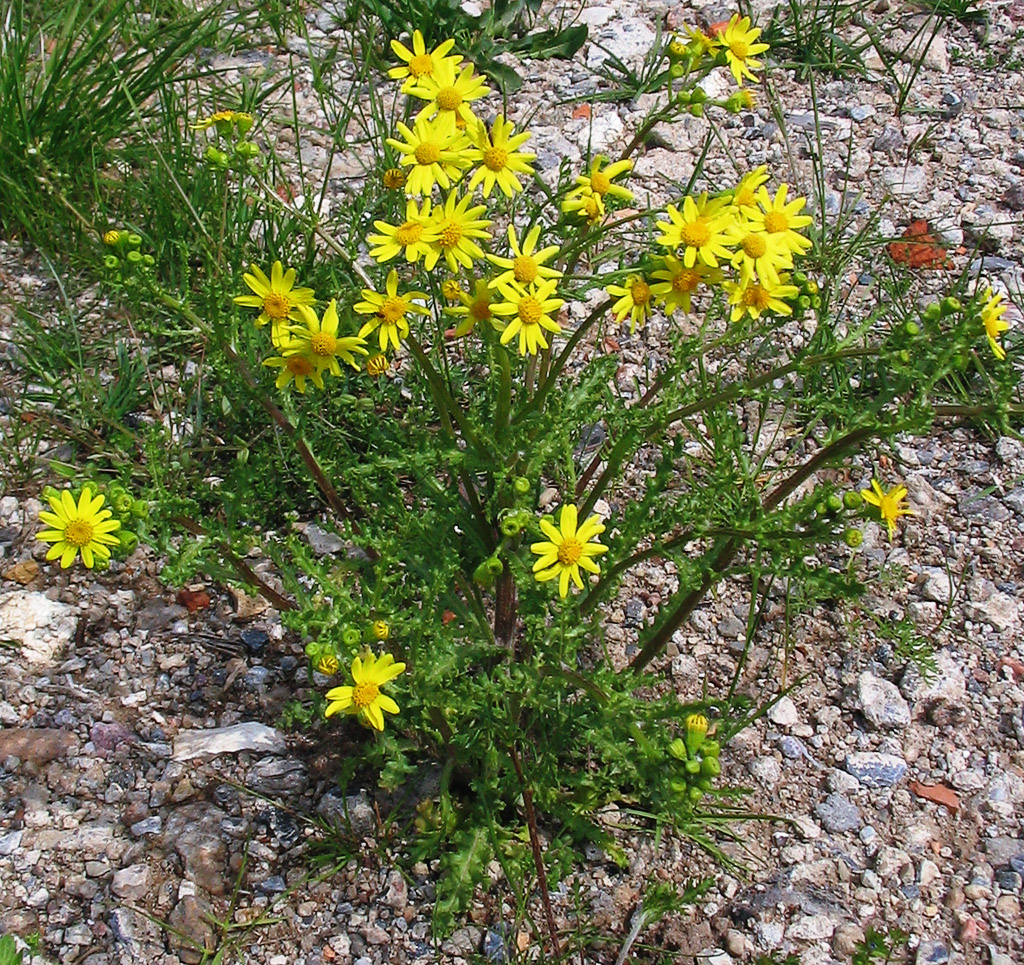
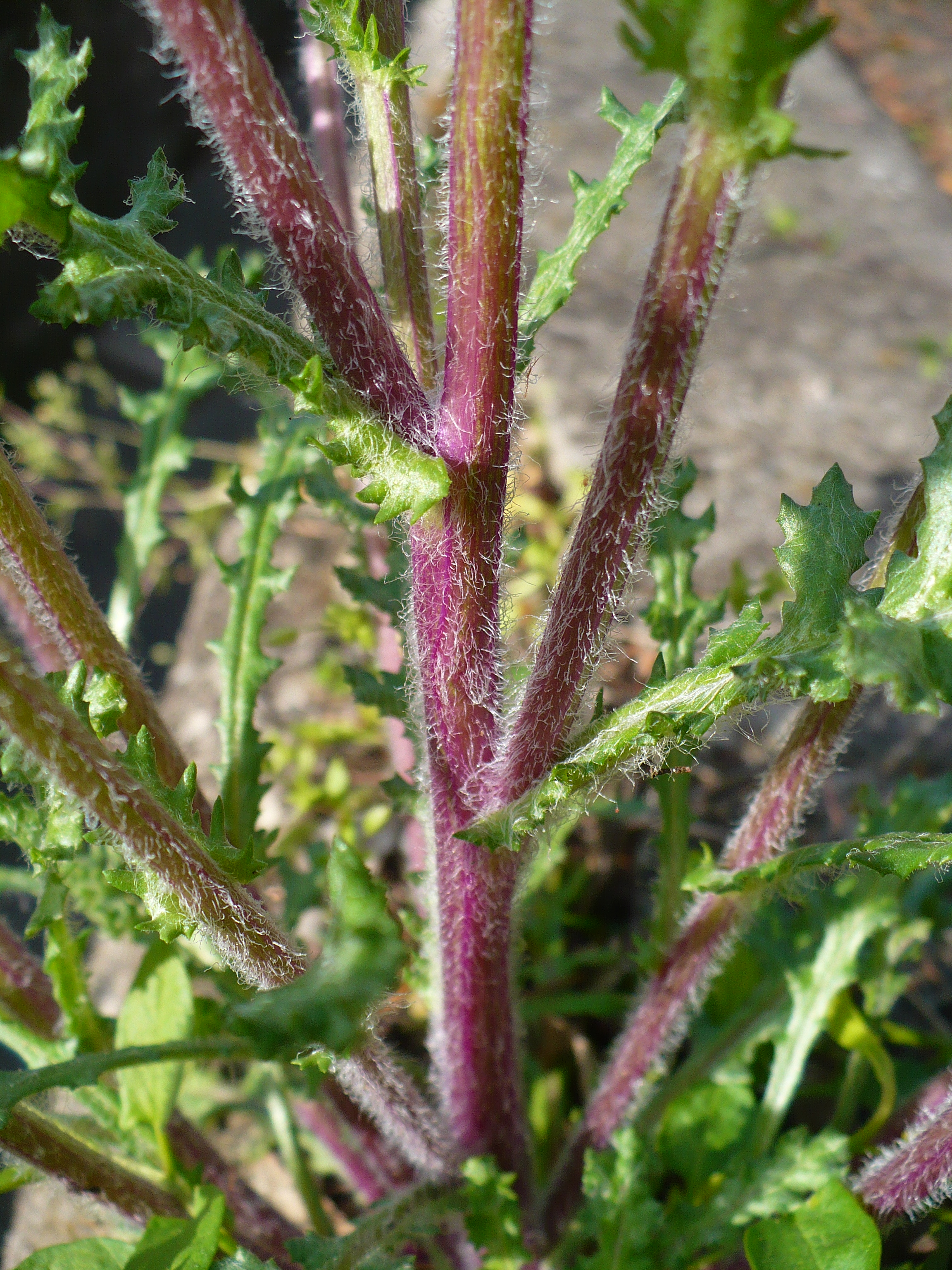
Gyapjas hajtásai
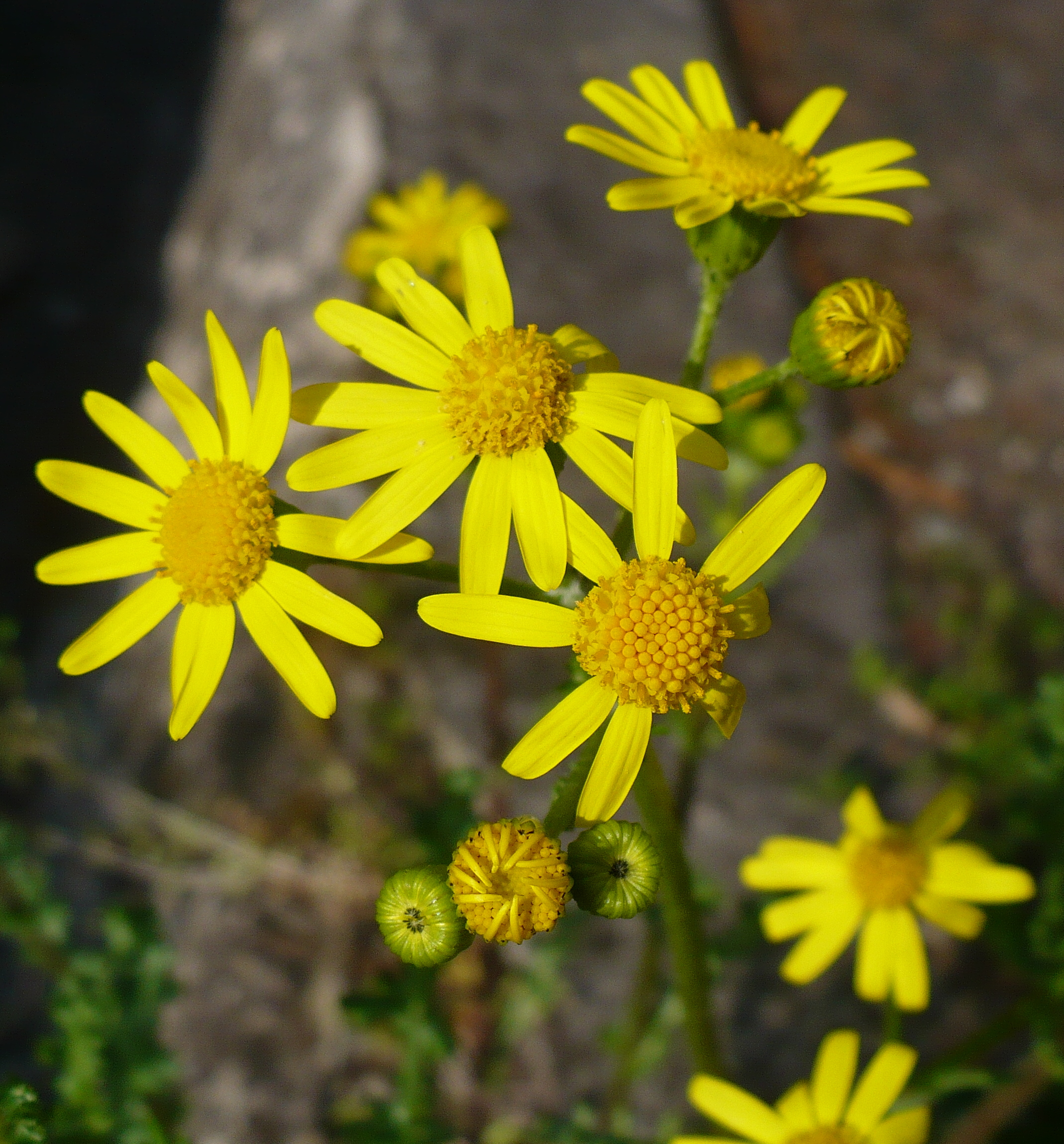
Bogernyő
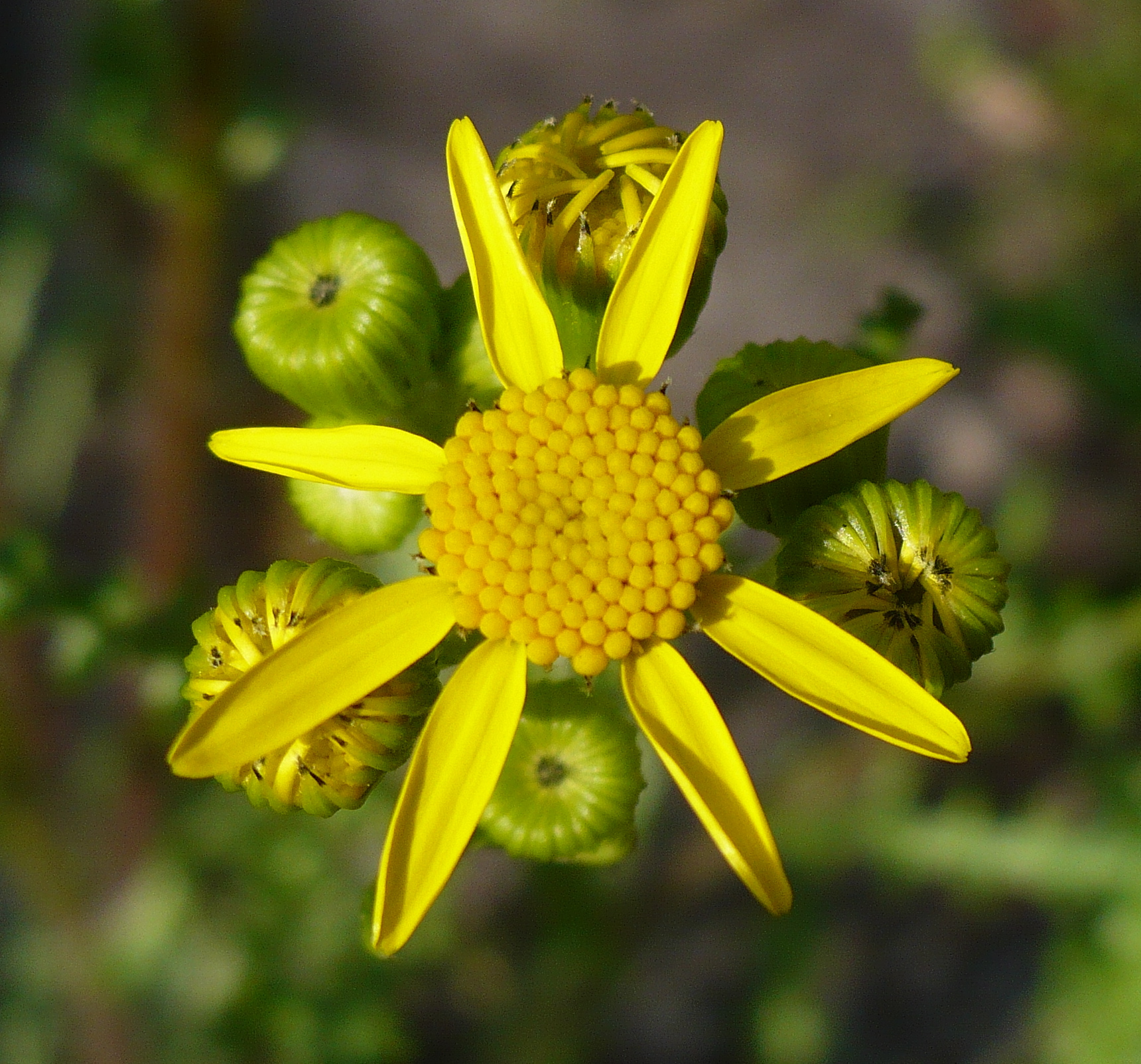
Fészekvirágzata